# Astilo di Crotone
Astilo di Crotone (in greco antico: Ἄστυλος?, Ástylos  o Ἀστύαλος, Astýalos; Crotone, ... – Siracusa (?), dopo il 480 a.C.) è stato un atleta greco antico.

## Biografia
Astilo trionfò ai Giochi olimpici antichi in tre edizioni consecutive, dal 488 al 480 a.C. Nel 488 a.C. gareggiò per la sua città natale, Crotone, e vinse nell'agone dello stadio e del diaulo; tra l'altro, fu l'ultimo atleta di Crotone a vincere i giochi olimpici. 
In seguito, dal 484 a.C. al 480 a.C., Astilo partecipò ai giochi olimpici come cittadino di Siracusaː vinse cinque agoni olimpici con questo suo nuovo status di identificazione, ossia due volte nella corsa dello stadio, due nel diaulo e una volta nella corsa con le armi. Secondo Pausania, Astilo gareggiò come cittadino siracusano per compiacere il tiranno Gerone I. 
Tuttavia va fatto notare che nel 484 a.C., così come nel 480 a.C., il tiranno di Siracusa era Gelone I (e lo sarebbe stato ininterrottamente fino al 478 a.C.), mentre suo fratello Ierone I era ancora tiranno di Gela, ragion per cui appare impossibile che Astilo abbia gareggiato per Ierone in quanto guida della polis siceliota; la fonte primaria in questo caso può considerarsi errata o quantomeno ambigua.
I crotoniati non accettarono questo cambiamento, tanto che distrussero la statua che gli avevano eretto nel tempio di Era Lacinia, sostenendo che fosse stato corrotto dalla città siciliana per gareggiare sotto il loro nome.